# لیگ برتر فوتبال انگلستان ۱۹–۲۰۱۸
لیگ برتر فوتبال انگلستان ۱۹–۲۰۱۸ بیست و هفتمین دوره مسابقات لیگ برتر بود. این مسابقات از ۱۰ اوت ۲۰۱۸ آغاز شد و در ۱۲ مه ۲۰۱۹ پایان یافت. در این فصل، باشگاه منچستر سیتی به عنوان مدافع قهرمانی در رقابت‌ها حاضر شد و باشگاه‌های، باشگاه فوتبال ولورهمپتون واندررز و باشگاه فوتبال کاردیف سیتی و باشگاه فوتبال فولام نیز از چمپیونشیپ به لیگ برتر صعود کردند.

## تیم‌ها
بیست تیم در لیگ با یکدیگر رقابت کردند. هفده تیم بالای جدول از فصل قبل و ۳ تیم صعود کرده از چمپیونشیپ. تیم‌های صعود کرده عبارتند از باشگاه فوتبال ولورهمپتون واندررز و باشگاه فوتبال کاردیف سیتی و باشگاه فوتبال فولام که جایگزین تیم‌های استوک سیتی و سوانزی سیتی و وست بروم آلبیون شدند.

### ورزشگاه‌ها و موقعیتشان
| تیم                                  | موقعیت                  | ورزشگاه               | گنجایش |
| ------------------------------------ | ----------------------- | --------------------- | ------ |
| باشگاه فوتبال آرسنال                 | لندن (هالووی، لندن)     | ورزشگاه امارات        | ۶۰٬۲۶۰ |
| باشگاه فوتبال ای‌اف‌سی بورنموث         | بورنموث                 | ورزشگاه دین کورت      | ۱۱٬۳۲۹ |
| باشگاه فوتبال برایتون اند هوو آلبیون | برایتون اند هوو         | ورزشگاه فالمر         | ۳۰٬۶۶۶ |
| باشگاه فوتبال برنلی                  | برنلی                   | ورزشگاه تارف مور      | ۲۱٬۹۴۴ |
| باشگاه فوتبال کاردیف سیتی            | کاردیف                  | ورزشگاه کاردیف سیتی   | ۳۳٬۳۱۶ |
| باشگاه فوتبال چلسی                   | لندن (فولام)            | ورزشگاه استمفورد بریج | ۴۰٬۸۵۳ |
| باشگاه فوتبال کریستال پالاس          | لندن (Selhurst)         | ورزشگاه سلهارست پارک  | ۲۶٬۰۷۴ |
| باشگاه فوتبال اورتون                 | لیورپول (Walton)        | ورزشگاه گودیسون پارک  | ۳۹٬۲۲۱ |
| باشگاه فوتبال فولام                  | لندن (فولام)            | ورزشگاه کریون کاتج    | ۲۵٬۷۰۰ |
| باشگاه فوتبال هادرزفیلد تاون         | هادرزفیلد               | ورزشگاه کرکلیس        | ۲۴٬۵۰۰ |
| باشگاه فوتبال لستر سیتی              | لستر                    | ورزشگاه کینگ‌پاور      | ۳۲٬۲۷۳ |
| باشگاه فوتبال لیورپول                | لیورپول (Anfield)       | ورزشگاه آنفیلد        | ۵۴٬۰۷۴ |
| باشگاه فوتبال منچستر سیتی            | منچستر                  | ورزشگاه شهر منچستر    | ۵۵٬۰۱۷ |
| باشگاه فوتبال منچستر یونایتد         | ترافورد                 | ورزشگاه الدترافورد    | ۷۴٬۸۷۹ |
| باشگاه فوتبال نیوکاسل یونایتد        | نیوکاسل                 | ورزشگاه سنت جیمز پارک | ۵۲٬۳۵۴ |
| باشگاه فوتبال ساوت‌همپتون             | ساوت‌همپتون              | ورزشگاه سنت مریز      | ۳۲٬۳۸۴ |
| تاتنهام هاتسپر                       | ومبلی، لندن             | ورزشگاه ومبلی         | ۹۰٬۰۰۰ |
| باشگاه فوتبال واتفورد                | واتفورد                 | ورزشگاه ویکاریج رود   | ۲۰٬۴۰۰ |
| باشگاه فوتبال وستهام یونایتد         | لندن (استراتفورد، لندن) | ورزشگاه المپیک لندن   | ۶۰٬۰۰۰ |
| باشگاه فوتبال ولورهمپتون واندررز     | ولورهمپتون              | ورزشگاه مالینیو       | ۳۲٬۰۵۰ |

### سرمربی، کاپیتان و تولیدکننده لباس و حامی مالی
| تیم                    | سرمربی              | کاپیتان         | تولیدکننده لباس | حامی مالی (سینه) | حامی مالی (آستین چپ) |
| ---------------------- | ------------------- | --------------- | --------------- | ---------------- | -------------------- |
| آرسنال                 | اونای امری          | لورن کوشیلنی    | پوما            | امارات           | Visit Rwanda         |
| بورنموث                | ادی هوو             | سایمن فرانسیس   | آمبرو           | M88              | M88                  |
| برایتون اند هوو آلبیون | کریس هیوتن          | برونو           | نایکی           | آمریکن اکسپرس    | JD                   |
| برنلی                  | شان دایچ            | تام هیتون       | پوما            | دافابت           | —                    |
| کاردیف سیتی            | نیل وارناک          | سین موریسون     | آدیداس          | Tourism Malaysia | JD                   |
| چلسی                   | مائوریتسیو ساری     | گری کیهیل       | نایکی           | یوکوهاما         | هیوندای موتور        |
| کریستال پالاس          | روی هاجسون          | لوکا میلیوویویچ | Puma            | ManBetX          | Dongqiudi            |
| اورتون                 | مارکو سیلوا         | فیل جگیلکا      | آمبرو           | اسپورت پزا       | پرندگان خشمگین       |
| فولام                  | کلودیو رانیری       | Tom Cairney     | آدیداس          | Dafabet          | ICM                  |
| هادرزفیلد تاون         | Jan Siewert         | تامی اسمیت      | Umbro           | OPE Sports       | Leisu Sports         |
| لستر سیتی              | کلود پوئل           | وس مورگان       | Adidas          | King Power       | Bia Saigon           |
| لیورپول                | یورگن کلوپ          | جوردن هندرسون   | نیو بالانس      | استاندارد چارترد | وسترن یونیون         |
| منچستر سیتی            | پپ گواردیولا        | وینسنت کمپانی   | نایکی           | هواپیمایی اتحاد  | Nexen Tire           |
| منچستر یونایتد         | اوله گونر سولشیر    | آنتونیو والنسیا | آدیداس          | شورولت           | Kohler               |
| نیوکاسل یونایتد        | رافائل بنیتز        | جمال لسلز       | پوما            | Fun88            | —                    |
| ساوت‌همپتون             | رالف هازنهوتل       | پیر-امیل هویبرگ | آندر آرمور      | ویرجین مدیا      | ویرجین مدیا          |
| تاتنهام هاتسپر         | مائوریسیو پوچتینو   | هوگو لیوریس     | نایکی           | ای‌آی‌ای           | —                    |
| واتفورد                | خاوی گراسیا         | تروی دینی       | آدیداس          | FxPro            | MoPlay               |
| وستهام یونایتد         | مانوئل پیگرینی      | مارک نوبل       | آمبرو           | Betway           | Basset & Gold        |
| ولورهمپتون واندررز     | نونو اسپیریتو سانتو | کونر کودی       | آدیداس          | W88              | CoinDeal             |

### تغییرات سرمربیان
| تیم                          | سرمربی برکنارشده  | علت برکناری     | تاریخ برکناری    | رتبه در جدول رده‌بندی لیگ | سرمربی جایگزین                  | تاریخ آغاز       |
| ---------------------------- | ----------------- | --------------- | ---------------- | ------------------------ | ------------------------------- | ---------------- |
| باشگاه فوتبال آرسنال         | آرسن ونگر         | Resigned        | 13 May 2018      | Pre-season               | اونای امری                      | 23 May 2018      |
| باشگاه فوتبال اورتون         | سم الردایس        | Sacked          | 16 May 2018      | Pre-season               | مارکو سیلوا                     | 31 May 2018      |
| باشگاه فوتبال وستهام یونایتد | دیوید مویس        | End of contract | 16 May 2018      | Pre-season               | مانوئل پلگرینی                  | 22 May 2018      |
| باشگاه فوتبال چلسی           | آنتونیو کونته     | Sacked          | 13 July 2018     | Pre-season               | مائوریتسیو ساری                 | 14 July 2018     |
| باشگاه فوتبال فولام          | Slaviša Jokanović | Sacked          | 14 November 2018 | 20th                     | Claudio Ranieri                 | 14 November 2018 |
| باشگاه فوتبال ساوت‌همپتون     | Mark Hughes       | Sacked          | 3 December 2018  | 18th                     | Ralph Hasenhüttl                | 5 December 2018  |
| باشگاه فوتبال منچستر یونایتد | José Mourinho     | Sacked          | 18 December 2018 | 6th                      | Ole Gunnar Solskjær (caretaker) | 19 December 2018 |
| باشگاه فوتبال هادرزفیلد تاون | David Wagner      | Mutual consent  | 14 January 2019  | 20th                     | Jan Siewert                     | 21 January 2019  |

## جدول لیگ
| رتبه | تیم            | بازی | برد | مساوی | باخت | گل زده | گل خورده | گل تفاضل | امتیاز | صعود یا سقوط                               |
| ---- | -------------- | ---- | --- | ----- | ---- | ------ | -------- | -------- | ------ | ------------------------------------------ |
| ۱    | منچستر سیتی    | ۳۸   | ۳۲  | ۲     | ۴    | ۹۵     | ۲۳       | ۷۲+      | ۹۸     | راه‌یابی به مرحله گروهی لیگ قهرمانان اروپا  |
| ۲    | لیورپول        | ۳۸   | ۳۰  | ۷     | ۱    | ۸۹     | ۲۲       | ۶۷+      | ۹۷     | راه‌یابی به مرحله گروهی لیگ قهرمانان اروپا  |
| ۳    | چلسی           | ۳۸   | ۲۱  | ۹     | ۸    | ۶۳     | ۳۹       | ۲۴+      | ۷۲     | راه‌یابی به مرحله گروهی لیگ قهرمانان اروپا  |
| ۴    | تاتنهام        | ۳۸   | ۲۳  | ۲     | ۱۳   | ۶۷     | ۳۹       | ۲۸+      | ۷۱     | راه‌یابی به مرحله گروهی لیگ قهرمانان اروپا  |
| ۵    | آرسنال         | ۳۸   | ۲۱  | ۷     | ۱۰   | ۷۳     | ۵۱       | ۲۲+      | ۷۰     | راه‌یابی به مرحله گروهی لیگ اروپا           |
| ۶    | منچستر یونایتد | ۳۸   | ۱۹  | ۹     | ۱۰   | ۶۵     | ۵۴       | ۱۱+      | ۶۶     | راه‌یابی به دور دوم مرحله مقدماتی لیگ اروپا |
| ۷    | ولورهمپتون     | ۳۸   | ۱۶  | ۹     | ۱۳   | ۴۷     | ۴۶       | ۱+       | ۵۷     |                                            |
| ۸    | اورتون         | ۳۸   | ۱۵  | ۹     | ۱۴   | ۵۴     | ۴۶       | ۸+       | ۵۴     |                                            |
| ۹    | لستر سیتی      | ۳۸   | ۱۵  | ۷     | ۱۶   | ۵۱     | ۴۸       | ۳+       | ۵۲     |                                            |
| ۱۰   | وستهام یونایتد | ۳۸   | ۱۵  | ۷     | ۱۶   | ۵۲     | ۵۵       | ۳−       | ۵۲     |                                            |
| ۱۱   | واتفورد        | ۳۸   | ۱۴  | ۸     | ۱۶   | ۵۲     | ۵۹       | ۷−       | ۵۰     |                                            |
| ۱۲   | کریستال پالاس  | ۳۸   | ۱۴  | ۷     | ۱۷   | ۵۱     | ۵۳       | ۲−       | ۴۹     |                                            |
| ۱۳   | نیوکاسل        | ۳۸   | ۱۲  | ۹     | ۱۷   | ۴۲     | ۴۸       | ۶−       | ۴۵     |                                            |
| ۱۴   | بورنموث        | ۳۸   | ۱۳  | ۶     | ۱۹   | ۵۶     | ۷۰       | ۱۴−      | ۴۵     |                                            |
| ۱۵   | برنلی          | ۳۸   | ۱۱  | ۷     | ۲۰   | ۴۵     | ۶۸       | ۲۳−      | ۴۰     |                                            |
| ۱۶   | ساوتهمپتون     | ۳۸   | ۹   | ۱۲    | ۱۷   | ۴۵     | ۶۵       | ۲۰−      | ۳۹     |                                            |
| ۱۷   | برایتون        | ۳۸   | ۹   | ۹     | ۲۰   | ۳۵     | ۶۰       | ۲۵−      | ۳۶     |                                            |
| ۱۸   | کاردیف سیتی    | ۳۸   | ۱۰  | ۴     | ۲۴   | ۳۴     | ۶۹       | ۳۵−      | ۳۴     | سقوط به چمپیونشیپ                          |
| ۱۹   | فولام          | ۳۸   | ۷   | ۵     | ۲۶   | ۳۴     | ۸۱       | ۴۷−      | ۲۶     | سقوط به چمپیونشیپ                          |
| ۲۰   | هادرزفیلد تاون | ۳۸   | ۳   | ۷     | ۲۸   | ۲۲     | ۷۶       | ۵۴−      | ۱۶     | سقوط به چمپیونشیپ                          |

## آمار

### گل‌زنی

#### بهترین گل‌زنان
| رتبه | بازیکن              | باشگاه        | گل |
| ---- | ------------------- | ------------- | -- |
| ۱    | پیر امریک اوبامیانگ | آرسنال        | ۲۲ |
| ۱    | سادیو مانه          | لیورپول       | ۲۲ |
| ۱    | محمد صلاح           | لیورپول       | ۲۲ |
| ۴    | سرخیو آگوئرو        | منچسترسیتی    | ۲۱ |
| ۵    | جیمی واردی          | لسترسیتی      | ۱۸ |
| ۶    | هری کین             | تاتنهام       | ۱۷ |
| ۶    | رحیم استرلینگ       | منچسترسیتی    | ۱۷ |
| ۸    | ادن هازارد          | چلسی          | ۱۶ |
| ۹    | کالوم ویلسون        | بورنموث       | ۱۴ |
| ۱۰   | پل پوگبا            | منچستریونایتد | ۱۳ |
| ۱۰   | الکساندر لاکازت     | آرسنال        | ۱۳ |
| ۱۰   | گلن مورای           | برایتون       | ۱۳ |
| ۱۰   | رائول خیمنز         | ولورهمپتون    | ۱۳ |
| ۱۰   | ریچارلیسون          | اورتون        | ۱۳ |
| ۱۰   | گیلوی سیگرسون       | اورتون        | ۱۳ |

#### هت‌تریک
| بازیکن         | برای              | برابر          | نتیجه   | تاریخ           | منبع   |
| -------------- | ----------------- | -------------- | ------- | --------------- | ------ |
| سرخیو آگوئرو   | منچستر سیتی       | هادرزفیلد تاون | 6–1 (H) | ۱۹ اوت ۲۰۱۸     | [ ۷۹ ] |
| ادن هازارد     | چلسی              | کاردیف سیتی    | 4–1 (H) | ۱۵ سپتامبر ۲۰۱۸ | [ ۸۰ ] |
| محمد صلاح      | لیورپول           | بورنموث        | 4–0 (A) | ۸ دسامبر ۲۰۱۸   | [ ۸۱ ] |
| روبرتو فیرمینو | لیورپول           | آرسنال         | 5–1 (H) | ۲۹ دسامبر ۲۰۱۸  | [ ۸۲ ] |
| دیگو ژوتا      | ولورهمپتون واندرز | لسترسیتی       | 4–3 (H) | ۱۹ ژانویه ۲۰۱۹  | [ ۸۳ ] |
| سرخیو آگوئرو   | منچستر سیتی       | آرسنال         | 3–1 (H) | ۳ فوریه ۲۰۱۹    | [ ۸۴ ] |
| سرخیو آگوئرو   | منچستر سیتی       | چلسی           | 6–0 (H) | ۱۰ فوریه ۲۰۱۹   | [ ۸۵ ] |
| جرارد دلوفئو   | واتفورد           | کاردیف         | 5–1 (A) | ۲۲ فوریه ۲۰۱۹   | [ ۸۶ ] |
| رحیم استرلینگ  | منچسترسیتی        | واتفورد        | 3–1 (H) | ۹ مارس ۲۰۱۹     | [ ۸۷ ] |
| لوکاس مورا     | تاتنهام           | هادرزفیلد      | 4–0 (H) | ۱۳ آوریل ۲۰۱۹   | [ ۸۸ ] |
| آیوزه پرز      | نیوکاسل           | ساهتمپتون      | 3–1 (H) | ۲۰ آوریل ۲۰۱۹   | [ ۸۹ ] |

#### بیشترین پاس گل
| رتبه | بازیکن               | باشگاه            | پاس گل |
| ---- | -------------------- | ----------------- | ------ |
| ۱    | ادن هازارد           | چلسی              | ۱۵     |
| ۲    | ریان فریزر           | بورنموث           | ۱۴     |
| ۳    | کریستین اریکسن       | تاتنهام           | ۱۲     |
| ۳    | ترنت الکساندر-آرنولد | لیورپول           | ۱۲     |
| ۵    | اندرو رابرتسون       | لیورپول           | ۱۱     |
| ۶    | لروی سانه            | منچستر سیتی       | ۱۰     |
| ۶    | رحیم استرلینگ        | منچسترسیتی        | ۱۰     |
| ۸    | پل پوگبا             | منچستریونایتد     | ۹      |
| ۸    | کالوم ویلسون         | بورنموث           | ۹      |
| ۱۰   | ژواو موتینیو         | ولورهمپتون واندرز | ۸      |
| ۱۰   | سرخیو آگوئرو         | منچسترسیتی        | ۸      |
| ۱۰   | الکساندر لاکازت      | آرسنال            | ۸      |
| ۱۰   | مت ریچی              | نیوکاسل           | ۸      |
| ۱۰   | محمد صلاح            | لیورپول           | ۸      |
| ۱۰   | داوید سیلوا          | منچسترسیتی        | ۸      |

### کلین‌شیت
| رتبه | بازیکن           | باشگاه            | تعداد کلین شیت |
| ---- | ---------------- | ----------------- | -------------- |
| ۱    | الیسون بکر       | لیورپول           | ۲۱             |
| ۲    | ادرسون           | منچسترسیتی        | ۲۰             |
| ۳    | کپا آریزابالاگا  | چلسی              | ۱۴             |
| ۳    | جردن پیکفورد     | اورتون            | ۱۴             |
| ۵    | هوگو لوریس       | تاتنهام           | ۱۲             |
| ۶    | مارتین دوبراوکا  | نیوکاسل یونایتد   | ۱۱             |
| ۷    | نیل اتریج        | کاردیف سیتی       | ۱۰             |
| ۷    | کاسپر اشمایکل    | لسترسیتی          | ۱۰             |
| ۹    | داوید د خیا      | منچستریونایتد     | ۷              |
| ۹    | بن فاستر         | واتفورد           | ۷              |
| ۹    | روی پاتریسیو     | ولورهمپتون واندرز | ۷              |
| ۹    | ووکاش فابیانیسکی | وستهام یونایتد    | ۷              |

## جوایز

### جوایز ماهانه
| ماه     | مربی ماه            | مربی ماه           | بازیکن ماه          | بازیکن ماه     | گل ماه         | گل ماه        | منابع                   |
| ماه     | مربی                | باشگاه             | بازیکن              | باشگاه         | بازیکن         | باشگاه        | منابع                   |
| ------- | ------------------- | ------------------ | ------------------- | -------------- | -------------- | ------------- | ----------------------- |
| اوت     | خاوی گراسیا         | واتفورد            | لوکاس مورا          | تاتنهام        | ژان میکائل سری | فولام         | [ ۹۲ ] [ ۹۳ ] [ ۹۴ ]    |
| سپتامبر | نونو اسپیریتو سانتو | ولورهمپتون واندررز | ادن آزار            | چلسی           | دنیل استوریج   | لیورپول       | [ ۹۵ ] [ ۹۶ ] [ ۹۷ ]    |
| اکتبر   | ادی هوو             | بورنموث            | پیر امریک اوبامیانگ | آرسنال         | آرون رمزی      | آرسنال        | [ ۹۸ ] [ ۹۹ ] [ ۱۰۰ ]   |
| نوامبر  | رافائل بنیتز        | نیوکاسل            | رحیم استرلینگ       | منچسترسیتی     | سون هیونگ-مین  | تاتنهام       | [ ۱۰۱ ] [ ۱۰۲ ] [ ۱۰۳ ] |
| دسامبر  | یورگن کلوپ          | لیورپول            | ویرجیل فن دایک      | لیورپول        | اندروس تاونزند | کریستال پالاس | [ ۱۰۴ ] [ ۱۰۵ ]         |
| ژانویه  | اوله گونر سولشیر    | منچستر یونایتد     | مارکوس رشفورد       | منچستر یونایتد | آندره شورله    | فولام         | [ ۱۰۶ ] [ ۱۰۷ ] [ ۱۰۸ ] |
| فوریه   | پپ گواردیولا        | منچسترسیتی         | سرخیو آگوئرو        | منچسترسیتی     | فابیان شار     | نیوکاسل       | [ ۱۰۹ ] [ ۱۱۰ ] [ ۱۱۱ ] |
| مارس    | یورگن کلوپ          | لیورپول            | سادیو مانه          | لیورپول        | آنتونی ناکارت  | برایتون       | [ ۱۱۲ ] [ ۱۱۳ ] [ ۱۱۴ ] |
| آوریل   | پپ گواردیولا        | منچستر سیتی        | جیمی واردی          | لسترسیتی       | ادن هازارد     | چلسی          | [ ۱۱۵ ] [ ۱۱۶ ] [ ۱۱۷ ] |

### جوایز سالانه
| جایزه                                      | برنده          | باشگاه      |
| ------------------------------------------ | -------------- | ----------- |
| مربی فصل لیگ برتر انگلستان                 | پپ گواردیولا   | منچستر سیتی |
| بازیکن فصل لیگ برتر انگلستان               | ویرجیل فن دایک | لیورپول     |
| بازیکن سال پی‌اف‌ای                          | ویرجیل فن دایک | Liverpool   |
| بازیکن جوان سال پی‌اف‌ای                     | رحیم استرلینگ  | منچستر سیتی |
| بازیکن سال انجمن نویسندگان فوتبال انگلستان | رحیم استرلینگ  | منچستر سیتی |

| تیم سال پی‌اف‌ای | تیم سال پی‌اف‌ای                 | تیم سال پی‌اف‌ای                 | تیم سال پی‌اف‌ای                 | تیم سال پی‌اف‌ای              | تیم سال پی‌اف‌ای              | تیم سال پی‌اف‌ای              | تیم سال پی‌اف‌ای            | تیم سال پی‌اف‌ای            | تیم سال پی‌اف‌ای            | تیم سال پی‌اف‌ای            | تیم سال پی‌اف‌ای            | تیم سال پی‌اف‌ای            |
| -------------- | ------------------------------ | ------------------------------ | ------------------------------ | --------------------------- | --------------------------- | --------------------------- | ------------------------- | ------------------------- | ------------------------- | ------------------------- | ------------------------- | ------------------------- |
| دروازه‌بان      | ادرسون (منچستر سیتی)           | ادرسون (منچستر سیتی)           | ادرسون (منچستر سیتی)           | ادرسون (منچستر سیتی)        | ادرسون (منچستر سیتی)        | ادرسون (منچستر سیتی)        | ادرسون (منچستر سیتی)      | ادرسون (منچستر سیتی)      | ادرسون (منچستر سیتی)      | ادرسون (منچستر سیتی)      | ادرسون (منچستر سیتی)      | ادرسون (منچستر سیتی)      |
| دفاع           | ترنت الکساندر-آرنولد (لیورپول) | ترنت الکساندر-آرنولد (لیورپول) | ترنت الکساندر-آرنولد (لیورپول) | آیموریک لاپورت (منچسترسیتی) | آیموریک لاپورت (منچسترسیتی) | آیموریک لاپورت (منچسترسیتی) | ویرجیل فن دایک (لیورپول)  | ویرجیل فن دایک (لیورپول)  | ویرجیل فن دایک (لیورپول)  | اندرو رابرتسون (لیورپول)  | اندرو رابرتسون (لیورپول)  | اندرو رابرتسون (لیورپول)  |
| هافبک          | برناردو سیلوا (منچسترسیتی)     | برناردو سیلوا (منچسترسیتی)     | برناردو سیلوا (منچسترسیتی)     | برناردو سیلوا (منچسترسیتی)  | فرناندینیو (منچسترسیتی)     | فرناندینیو (منچسترسیتی)     | فرناندینیو (منچسترسیتی)   | فرناندینیو (منچسترسیتی)   | پل پوگبا (منچستر یونایتد) | پل پوگبا (منچستر یونایتد) | پل پوگبا (منچستر یونایتد) | پل پوگبا (منچستر یونایتد) |
| حمله           | رحیم استرلینگ (منچسترسیتی)     | رحیم استرلینگ (منچسترسیتی)     | رحیم استرلینگ (منچسترسیتی)     | رحیم استرلینگ (منچسترسیتی)  | سرخیو آگوئرو (منچسترسیتی)   | سرخیو آگوئرو (منچسترسیتی)   | سرخیو آگوئرو (منچسترسیتی) | سرخیو آگوئرو (منچسترسیتی) | سادیو مانه (لیورپول)      | سادیو مانه (لیورپول)      | سادیو مانه (لیورپول)      | سادیو مانه (لیورپول)      |